# 奥古斯特·塞吕里耶
奥古斯特·塞吕里耶（法語：Auguste Serrurier，1857年3月25日—？），生于北部省德南，法国男子射箭运动员。他曾代表法国参加1900年夏季奥林匹克运动会射箭比赛，获得二枚银牌。